# 프렌치 불도그

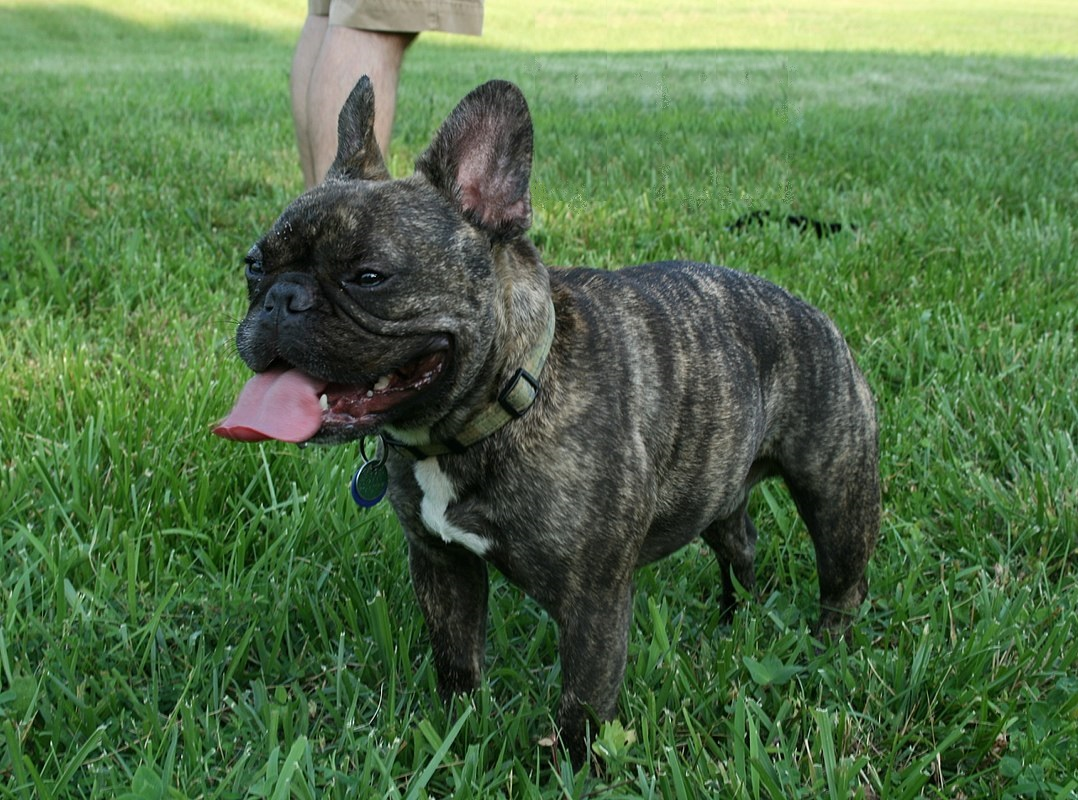
프렌치 불도그

프렌치 불도그(French Bulldog)는 프랑스 원산으로 기원은 확실하지 않으나 1860년경 퍼그와 테리어의 교배로 생겨난 것으로 여겨진다. 어깨높이 30cm, 몸무게 10~13kg이다. 커다란 머리와 박쥐처럼 생긴 귀가 특징이다. 털은 짧고 부드러우며 광택이 있다. 몸빛은 흰색 또는 검은색이다. 성격은 활달하고 명랑하며 믿음직스러워 아이들의 친구로서 좋으며 집 지키는 개로서도 적당하다.